# Les astronautes
Les Astronautes  (cu sensul de Astronauții) este un film francez SF de animație de scurtmetraj regizat de Walerian Borowczyk, în colaborare cu Chris Marker. A fost lansat în 1959. 

## Sinopsis
Într-o casă suburbană liniștită, un inventator de duminică proiectează o navă spațială. De îndată ce termină, el decolează și pleacă într-o aventură. 

## Fișa tehnică
- Titlul în limba franceză  : Les Astronautes, Astronauții
- Titlul în limba engleză   : The Astronauts
- Regia: Walerian Borowczyk cu colaborarea lui Chris Marker
- Scenariu   : Walerian Borowczyk
- Producție   : Anatole Dauman
- Companie de producție   : Argos Films și Armorial Films
- Muzică   : Andrzej Markowski
- Montaj   : Jasmine Chasney
- Țara de origine   :  Franța
- Gen: Animație, film scurt
- Durată   : 14 minute
- Data lansării   : 1959

## Distribuție
- Michel Boschet   : Inventatorul
- Ligia Branice-Borowczyk  : Femeia
- Anatole Dauman
- Philippe Lifchitz
- Anabase bufnița

## Premii
- Festivalul de Film de la Veneția 1959   : Premiul pentru filmul de cercetare
- Oberhausen 1959   : Premiul Federației Internaționale a Presei
- Festivalul de la Bergamo   : Medalia de aur